# Wanksta
Wanksta – drugi singel z soundtracku do filmu 8 Mila. Singel został wydany w 2002 roku. Wykonawcą jest 50 Cent. Piosenkę możemy również usłyszeć jako bonus na wydanym w 2003 roku albumie 50 Centa zatytułowanym Get Rich or Die Tryin’ oraz na mixtape o nazwie No Mercy, No Fear